# Arvo Aaltonen
Arvo Ossian Aaltonen (2. december 1889 i Pori - 17. juni 1949 smst) var en finsk svømmer som deltog i OL 1912 i Stockholm, 1920 i Antwerpen og 1924 i Paris.
Aaltonen vandt to bronzemedaljer i svømning under OL 1920 i Antwerpen. Han kom på tredjepladserne i disciplinenerne 200 m brystsvømning og 400 m brystsvømning.